# Sarah Fuller
Sarah Fuller (nascuda el 20 de juny de 1999) és una esportista estatunidenca, portera de futbol universitari i xutadora de futbol americà universitari. El 28 de novembre de 2020 es va convertir en la primera dona a jugar un partit de futbol americà universitari de la conferència Power Five, quan va donar inici a la segona meitat amb un xut inicial de 30 iardes en el partit que va disputar amb els Vanderbilt Commodores contra Missouri Tigers.

## Carrera de futbol universitari

### Vanderbilt
El 2017 va assistir a la Universitat Vanderbilt amb una beca de futbol i es va convertir en titular la temporada de 2020. A l'octubre va començar la seva primera carrera professional a la porteria contra els Gamecocks de Carolina del Sud, aconseguint sis aturades. Durant el 2020 va començar en nou dels dotze partits de l'equip, marcant un registre de 7–2–0, un total de 28 aturades i un percentatge de 75,5%. Els 0,97 gols en contra de mitjana van ser els vuitens millors de la història de Vanderbilt en una sola temporada i van ajudar l'equip a guanyar el seu primer campionat de la SEC des del 1994.

### Texas de Nord
El 13 de novembre de 2020, l'equip femení de futbol de Texas del Nord va anunciar que Fuller havia signat per a unir-se a l'equip el 2021 mentre estudiava el seu màster en administració hospitalària.

## Carrera de futbol americà universitari

### Vanderbilt Commodores
Com a conseqüència de les lesions i la pandèmia per COVID-19, l'equip de futbol americà universitari dels Vanderbilt Commodores no tenien un xutador apropiat pel partit que havien de disputar el 28 de novembre de 2020 contra els Missouri Tigers. L'entrenador de l'equip, Derek Mason, va optar per Fuller com a xutadora de l'equip, i es va convertir en la primera dona que participava en un partit de la competició Power Five. Tot i que es va encarregar de donar inici a la segona meitat amb un kickoff, els Commodores van perdre el partit 41-0 i Fuller no va tenir l'oportunitat de llançar un gol de camp ni un punt extra.

## Palmarès
- Campionat femení de futbol SEC 2020[11]